# Államok vezetőinek listája 1917-ben
Ezen az oldalon az 1917-ben fennálló államok vezetőinek névsora olvasható földrészek, majd országok szerinti bontásban.

## Európa
- Albán Fejedelemség (monarchia)
- Több hadsereg megszállása alatt.
  - Uralkodó – Vilmos fejedelem (1914–1925)
  - Katonai kormányzó – Adolf Freiherr von Rhemen zu Barensfeld Szerbia osztrák-magyar kormányzója (1916–1918)
- Andorra (parlamentáris társhercegség)
  - Társhercegek
    - Francia társherceg – Raymond Poincaré (1913–1920), lista
    - Episzkopális társherceg – Juan Benlloch i Vivó (1907–1919), lista
- Belgium (monarchia)
  - Uralkodó – I. Albert király (1909–1934)
  - Kormányfő – Charles de Broqueville (1911–1918), lista
- Bolgár Cárság (monarchia)
  - Uralkodó – I. Ferdinánd cár (1887–1918)
  - Kormányfő – Vaszil Radoszlavov (1913–1918), lista
- Dánia (monarchia)
  - Uralkodó – X. Keresztély király (1912–1947)
  - Kormányfő – Carl Theodor Zahle (1913–1920), lista
- Egyesült Királyság (parlamentáris monarchia)
  - Uralkodó – V. György Nagy-Britannia királya (1910–1936)
  - Kormányfő – David Lloyd George (1916–1922), lista
- Finnország
- 1917. december 6-án kiáltotta ki függetlenségét.
  - Államfő – Pehr Evind Svinhufvud (1917–1918), lista
- Franciaország (köztársaság)
  - Államfő – Raymond Poincaré (1913–1920), lista
  - Kormányfő –
    1. Aristide Briand (1915–1917)
    2. Alexandre Ribot (1917)
    3. Paul Painlevé (1917)
    4. Georges Clemenceau (1917–1920), lista
- Görögország (monarchia)
  - Uralkodó –
    1. I. Konstantin király (1913–1917)
    2. Sándor király (1917–1920)

  - Kormányfő –
    1. Szpíridon Lambrosz (1916–1917)
    2. Alexandrosz Zaimisz (1917)
    3. Elefthériosz Venizélosz (1917–1920), lista
- Hollandia (monarchia)
  - Uralkodó – Vilma királynő (1890–1948)
  - Miniszterelnök – Pieter Cort van der Linden (1913–1918), lista
- Liechtenstein (parlamentáris monarchia)
  - Uralkodó – II. János herceg (1859–1929)
  - Kormányfő – Leopold Freiherr von Imhof (1914–1918), lista
- Luxemburg (monarchia)
  - Uralkodó – Mária Adelaida nagyhercegnő (1912–1919)
  - Kormányfő –
    1. Victor Thorn (1916–1917)
    2. Léon Kauffman (1917–1918), lista
- Monaco (monarchia)
  - Uralkodó – I. Albert herceg (1889–1922)
  - Államminiszter – Émile Flach (1911–1917), ügyvivő, lista
- Montenegró (monarchia)
  - Uralkodó – I. Miklós király (1860–1918)[1]
  - Kormányfő –
    1. Andrija Radović (1916–1917)
    2. Milo Matanović (1917)
    3. Evgenije Popović (1917–1919), lista
- Német Császárság (monarchia)
  - Uralkodó – II. Vilmos császár (1888–1918)
  - Kancellár –
    1. Theobald von Bethmann-Hollweg (1909–1917)
    2. Georg Michaelis (1917)
    3. Georg von Hertling (1917–1918), lista
- Norvégia (monarchia)
  - Uralkodó – VII. Haakon király (1905–1957)
  - Kormányfő – Gunnar Knudsen (1913–1920), lista
- Olasz Királyság (monarchia)
  - Uralkodó – III. Viktor Emánuel király (1900–1946)
  - Kormányfő –
    1. Paolo Boselli (1916–1917)
    2. Vittorio Emanuele Orlando (1917–1919), lista
- Oroszország
  -  Orosz Birodalom (monarchia)
  - 1917. március 15-én megdöntötte az Orosz Ideiglenes Kormány.
    - Uralkodó – II. Miklós cár (1894–1917)
    - Kormányfő –
      1. Alekszandr Trepov (1916–1917)
      2. Nyikolaj Golicin (1917), lista

  -  Orosz Ideiglenes Kormány (Orosz Köztársaság)
  - 1917. november 7-én megdöntötte az Oroszországi Szovjet Szövetségi Szocialista Köztársaság.
    - Kormányfő –
      1. Georgij Lvov (1917)
      2. Alekszandr Kerenszkij (1917), lista

  -  Oroszországi Szovjet Szövetségi Szocialista Köztársaság (el nem ismert állam)
    - Államfő –
      1. Lev Kamenyev (1917)
      2. Jakov Szverdlov (1917–1919), a Tanácsok Összoroszországi Kongresszusa Központi Végrehajtó Bizottsága elnöke

    - Kormányfő – Vlagyimir Iljics Lenin (1917–1924), a Népi Komisszárok Tanácsának elnöke
    -  Alas Autonómia (el nem ismert állam)
    - 1917 december 13-án alapították.
      - Államfő – Alikhán Bokejhánov (1917–1920)

    -  Krím (el nem ismert állam)
    - 1917 december 13-án alapították.
      - Államfő – Noman Çelebicihan (1917–1918)

    -  Észak-kaukázusi Köztársaság (részben elismert állam)
    - 1917 márciusában alapították.
      - Államfő – Tapa Csermoeff (1917–1918)
- Osztrák–Magyar Monarchia (monarchia)
  - Uralkodó – IV. Károly király (1916–1918)
  - Kormányfő –
    - Osztrák Császárság
      1. Heinrich Clam-Martinic (1916–1917)
      2. Ernst Seidler von Feuchtenegg (1917–1918), lista

    - Magyar Királyság
      1. Tisza István (1913–1917)
      2. Esterházy Móric (1917)
      3. Wekerle Sándor (1917–1918), lista
- Pápai állam (abszolút monarchia)
  - Uralkodó – XV. Benedek pápa (1914–1922)
- Portugália (köztársaság)
  - Államfő –
    1. Bernardino Machado (1915–1917)
    2. Sidónio Pais (1917–1918), lista

  - Kormányfő –
    1. António José de Almeida (1916–1917)
    2. Afonso Costa (1917)
    3. José Norton de Matos (1917)
    4. Sidónio Pais (1917–1918), lista
- Román Királyság (monarchia)
  - Uralkodó – I. Ferdinánd király (1914–1927)
  - Kormányfő – Ion I. C. Brătianu (1914–1918), lista
- San Marino (köztársaság)
  - San Marino régenskapitányai:
    1. Gustavo Babboni és Giovanni Arzilli (1916–1917)
    2. Egisto Morri és Vincenzo Marcucci (1917)
    3. Angelo Manzoni Borghesi és Giuseppe Balducci (1917–1918), régenskapitányok
- Spanyolország (monarchia)
  - Uralkodó – XIII. Alfonz király (1886–1931)
  - Kormányfő –
    1. Álvaro de Figueroa (1915–1917)
    2. Manuel García-Prieto (1917)
    3. Eduardo Dato (1917)
    4. Manuel García-Prieto (1917–1918), lista
- Svájc (konföderáció)
  - Szövetségi Tanács:[2]
  - Eduard Müller (1895–1919), Ludwig Forrer (1902-1917), Arthur Hoffmann (1911–1917), Giuseppe Motta (1911–1940), Camille Decoppet (1912–1919), Edmund Schulthess (1912–1935), elnök, Felix Calonder (1913–1920), Gustave Ador (1917–1919), Robert Haab (1917–1929)
- Svédország (parlamentáris monarchia)
  - Uralkodó – V. Gusztáv király (1907–1950)
  - Kormányfő –
    1. Hjalmar Hammarskjöld (1914–1917)
    2. Carl Swartz (1917)
    3. Nils Edén (1917–1920), lista
- Szerbia (monarchia)
  - Uralkodó – I. Péter király (1903–1921)[3]
  - Kormányfő – Nikola Pašić (1912–1918), miniszterelnök

## Afrika
- Dél-afrikai Unió (monarchia)
  - Uralkodó – V. György Nagy-Britannia királya (1910–1936)
  - Főkormányzó – Sydney Buxton (1914–1920), Dél-Afrika kormányát igazgató tisztviselő
  - Kormányfő – Louis Botha (1910–1919), lista
- Dervis Állam (el nem ismert állam)
  - Uralkodó – Mohammed Abdullah Hassan (1896–1920)
- Etiópia (monarchia)
  - Uralkodó – Zauditu császárnő (1916–1930)
  - Régens – Rasz Tafari Makonnen (1916–1930)
  - Kormányfő – Habte Gijorgisz Dinagde (1909–1927), lista
- Libéria (köztársaság)
  - Államfő – Daniel Edward Howard (1912–1920), lista
- Marokkó (monarchia)
  - Uralkodó – Juszuf szultán (1912–1927)

## Dél-Amerika
- Argentína (köztársaság)
  - Államfő – Hipólito Yrigoyen (1916–1922), lista
- Bolívia (köztársaság)
  - Államfő –
    1. Ismael Montes (1913–1917)
    2. José Gutiérrez (1917–1920), lista
- Brazília (köztársaság)
  - Államfő – Venceslau Brás (1914–1918), lista
- Chile (köztársaság)
  - Államfő – Juan Luis Sanfuentes (1915–1920), lista
- Ecuador (köztársaság)
  - Államfő – Alfredo Baquerizo (1916–1920), lista
- Kolumbia (köztársaság)
  - Államfő – José Vicente Concha (1914–1918), lista
- Paraguay (köztársaság)
  - Államfő – Manuel Franco (1916–1919), lista
- Peru (köztársaság)
  - Államfő – José Pardo y Barreda (1915–1919), lista
  - Kormányfő –
    1. Enrique de la Riva-Agüero y Looz Corswaren (1915–1917)
    2. Francisco Tudela y Varela (1917–1918), lista
- Uruguay (köztársaság)
  - Államfő – Feliciano Viera (1915–1919), lista
- Venezuela (köztársaság)
  - Államfő – Victorino Márquez Bustillos (1914–1922), ideiglenes, lista

## Észak- és Közép-Amerika
- Amerikai Egyesült Államok (köztársaság)
  - Államfő – Thomas Woodrow Wilson (1913–1921), lista
- Costa Rica (köztársaság)
  - Államfő –
    1. Alfredo González Flores (1914–1917)
    2. Federico Tinoco Granados (1917–1919), lista
- Dominikai Köztársaság (USA megszállás alatt)
  - Kormányzó – Harry Shepard Knapp (1916–1918), Santo Domingo kormányzója
- Salvador (köztársaság)
  - Államfő – Carlos Meléndez (1915–1918), lista
- Guatemala (köztársaság)
  - Államfő – Manuel Estrada Cabrera (1898–1920), lista
- Haiti (USA-megszállás alatt)
  - Amerikai képviselő – John H. Russell, Jr. (1917–1918)
  - Államfő – Philippe Sudré Dartiguenave (1915–1922), lista
- Honduras (köztársaság)
  - Államfő – Francisco Bertrand (1913–1919), lista
- Kanada (parlamentáris monarchia)
  - Uralkodó – V. György király (1910–1936)
  - Főkormányzó – Victor Cavendish (1916–1921), lista
  - Kormányfő – Sir Robert Borden (1911–1920), lista
- Kuba (köztársaság)
  - Államfő – Mario García Menocal (1913–1921), lista
- Mexikó (köztársaság)
  - Államfő – Venustiano Carranza (1914–1920), lista
- Nicaragua (köztársaság)
  - Államfő –
    1. Adolfo Díaz (1911–1917)
    2. Emiliano Chamorro Vargas (1917–1921), lista
- Panama (köztársaság)
  - Államfő – Ramón Maximiliano Valdés (1916–1918), lista
- Új-Fundland (monarchia)
  - Uralkodó – V. György király (1910–1936)
  - Kormányzó –
    1. Sir Walter Edward Davidson (1913–1917)
    2. Sir Charles Alexander Harris (1917–1922)

  - Kormányfő –
    1. Sir Edward Patrick Morris (1909–1917)
    2. Sir John Crosbie (1917–1918), lista

## Ázsia
- Afganisztán (monarchia)
  - Uralkodó – Habibullah Kán emír (1901–1919)
- Aszír (idríszida emírség)
  - Uralkodó – Muhammad ibn Ali al-Idríszi (1909–1923), emír
- Buhara
  - Uralkodó – Mohammed Alim kán (1911–1920)
- Dzsebel Sammar (monarchia)
  - Uralkodó – Szaúd bin Abdulazíz (1910–1920), Dzsebel Sammar emírje
- Hidzsáz (el nem ismert állam)
  - Uralkodó – Huszejn ibn Ali király (1908–1924)[4]
- Hiva
  - Uralkodó – Iszfandijar Dzsurdzsi Bahadur kán (1910–1918)
- Japán (császárság)
  - Uralkodó – Josihito császár (1912–1926)
  - Kormányfő – Teraucsi Maszatake (1916–1918), lista
- Kína
  -  Pekingi Kormányzat
    - Államfő –
      1. Li Juan-hong (1916–1917)
      2. Feng Kuo-csang (1917–1918), Kína katonai kormányzatának generalisszimusza

    - Kormányfő –
      1. Duan Csi-ruj (1916–1917), ügyvivő
      2. Vu Ting-fang (1917), ügyvivő
      3. Li Csing-hszi (1917), ügyvivő
      4. Duan Csi-ruj (1917), ügyvivő
      5. Vang Da-hszi (1917), ügyvivő
      6. Vang Si-csen (1917–1918), ügyvivő, Kína Államtanácsának ideiglenes elnöke

  -  Kínai Császárság (monarchia)
  - 1917. július 1–12. között restaurálták.
    - Uralkodó – Pu Ji császár (1917)
    - Kormányfő – Zsang Szun (1917)

  -  Mongólia (Kína Pekingi Kormányzata megszállása alatt)
    - Uralkodó – Bogdo kán (1911–1919)
    - Kormányfő – Töksz-Ocsirin Namnanszüren (1912–1919), lista

  -  Nemzeti Kormányzat (köztársaság)
  - 1917. szeptember 10-én deklarálta függetlenségét.
    - Államfő – Szun Jat-szen (1917–1918), lista

  -  Tibet (el nem ismert, de facto független állam)
    - Uralkodó – Tubten Gyaco, Dalai láma (1879–1933)
- Maszkat és Omán (abszolút monarchia)
  - Uralkodó – Tajmur szultán (1913–1932)
- Nedzsd és Hasza Emírség (monarchia)
  - Uralkodó – Abdul-Aziz emír (1902–1953)[5]
- Nepál (alkotmányos monarchia)
  - Uralkodó – Tribhuvana király (1911–1950)
  - Kormányfő – Csandra Samser Dzsang Bahadur Rana (1901–1929), lista
- Oszmán Birodalom (monarchia)
  - Uralkodó – V. Mehmed szultán (1909–1918)
  - Kormányfő –
    1. Szaid Halim Pasa (1913–1917)
    2. Talaat Pasa (1917–1918), lista
- Perzsia (monarchia)
  - Uralkodó – Ahmad Sah Kadzsar sah (1909–1925)
  - Kormányfő –
    1. Haszan Voszugh ad-Douleh (1916–1917)
    2. Mohammad-Ali Ala asz-Szaltaneh (1917)
    3. Abdol Madzsid Mirza (1917–1918), lista
- Sziám (parlamentáris monarchia)
  - Uralkodó – Vadzsiravudh király (1910–1925)

## Óceánia
- Ausztrália (parlamentáris monarchia)
  - Uralkodó – V. György Ausztrália királya (1910–1936)
  - Főkormányzó – Sir Ronald Munro Ferguson (1914–1920), lista
  - Kormányfő – Billy Hughes (1915–1923), lista
- Új-Zéland (parlamentáris monarchia)
  - Uralkodó – V. György Új-Zéland királya (1910–1936)
  - Főkormányzó – Arthur Foljambe[6] (1912–1920), lista
  - Kormányfő – William Massey (1912–1925), lista